# Valentín Kulabujov
Valentín Fedórovich Kulabujov (en ucraniano: Валентин Федорович Кулабухов; Janzhónkove, 18 de diciembre de 1913 - Kiev, 9 de junio de 1975) fue un oficial de tanques soviético que se distinguió en participó en la guerra civil española, en la guerra de Invierno como comandante de una compañía de tanques del 112 ° batallón de tanques y en la Segunda Guerra Mundial, siendo nombrado Héroe de la Unión Soviética (1940). 

## Biografía

### Primeros años
Kulajov nació el 18 de diciembre de 1913 en la estación de Janzhónkove del uyezd de Bajmut, gobernación de Yekaterinoslav (hoy en la ciudad de Makíyivka, óblast de Donetsk). Se graduó en la Escuela Secundaria nº 41 de Makíyivka y en la Escuela Superior de Energía de Dnipropetrovsk en 1932. Trabajó como técnico-montador en las minas de la ciudad de Makíyivka y en la estación de ferrocarril de Janzhónkove.
Ingresó en el Ejército Rojo en octubre de 1935 y, tras completar un curso de formación en el batallón de entrenamiento de la 4ª brigada de tanques ligeros, sirvió en esta brigada a partir de septiembre de 1936 como conductor-mecánico superior y comandante de tanque.
En octubre de 1936, entre los voluntarios soviéticos que se ofrecieron para ir a combatir con el bando republicano en la guerra civil española, se encontraba el comandante subalterno Kulabujov. Se alistó como conductor-mecánico de tanques T-26 en la 1ª Brigada Internacional de Tanques, comandada por el mayor Dmitri Pávlov, luchando en el frente del Centro. Tomó parte de la batalla del Jarama, en la que demostró valentía y resultó herido, aunque continuó luchando. Permaneció en España hasta octubre de 1937, llegando a ser comandante de un pelotón de tanques.
Al regresar a la Unión Soviética, continuó al mando de un pelotón de tanques. En noviembre de 1937 fue trasladado a la 11ª Brigada de Tanques como subjefe del Estado Mayor de un batallón de tanques y en septiembre de 1938, se convirtió en comandante de una compañía de tanques. En 1939 se graduó en los Cursos de Perfeccionamiento de Personal de Mando, mismo año en el que se afilió al Partido Comunista de la Unión Soviética. 

### Guerras de Invierno y Segunda Guerra Mundial
En septiembre de 1939, Kulajov estuvo en la la campaña del Ejército Rojo en Ucrania occidental.
El teniente primero Kulabujov participó en la guerra de Invierno desde diciembre de 1939 hasta febrero de 1940 como comandante de la compañía de tanques del 112 ° batallón de tanques. Durante este tiempo participó en 15 ataques con tanques. Durante la batalla por el asentamiento de Maanselkya el 2 de enero de 1940, retiró 6 tanques de su compañía del fuego de artillería, salió del tanque bajo un intenso fuego de fusileros y ametralladoras del enemigo, hizo pasajes para los tanques a través de obstáculos antitanque con la ayuda de las tripulaciones y luego retiró los tanques a posiciones finlandesas, obligando al enemigo a retirarse de la línea defensiva. Durante la ruptura de la línea Mannerheim, bloqueó y destruyó tres estructuras de tierra permanentes con fuego. La compañía bajo su mando fue la primera en ocupar las alturas fortificadas, resultado herido nuevamente. El 21 de marzo de 1940, por el desempeño ejemplar de las misiones de combate del comando y el coraje y heroísmo demostrados al hacerlo, por decreto del Presidium del Soviet Supremo de la URSS, el teniente mayor Kulabujov fue galardonado con el título de Héroe de la Unión Soviética y se le otorgó la Orden de Lenin y la medalla de la Estrella de Oro.
Inmediatamente después del comienzo de la operación Barbarroja de Segunda Guerra Mundial fue enviado a estudiar a la Academia Militar de Mecanización y Motorización del Ejército Rojo, donde se graduó en 1941.
En los primeros meses de la Gran Guerra Patria, comandó el 112º Batallón de Tanques de la 35ª Brigada de Tanques Ligeros, efectivamente disuelta, que estaba siendo rearmada en los distritos militares de Járkov y Moscú . De octubre a diciembre de 1941, luchó como jefe de Estado Mayor del 26º regimiento de tanques en el Frente Occidental y participó en la Batalla de Moscú . A partir de febrero de 1942 regresó al frente como jefe de Estado Mayor de la 51ª Brigada de Tanques en los frentes de Bryansk y occidental. Durante la operación ofensiva Rzhev-Sychevka en agosto de 1942, resultó gravemente herido (y en total, durante menos de un año que pasó en el frente, fue herido tres veces). Pasé un año en hospitales .
Por razones de salud no fue enviado al frente, pero en agosto de 1943 fue nombrado comandante adjunto de la 1ª brigada de tanques de entrenamiento, que operaba en la ciudad de Gorki.

### Después de la guerra
Después de la guerra continuó sirviendo en el ejército soviético . Desde junio de 1945 fue comandante de un regimiento de unidades de artillería autopropulsadas SU-100 en la 209ª Brigada de Tanques en el Lejano Oriente ; A partir de septiembre de 1945 comandó allí un batallón de tanques pesados. Desde agosto de 1946 - comandante del 127 ° Regimiento de Tanques de la Guardia de la 16 ° División Mecanizada de la Guardia ( Distrito Militar de Turkestán ). Desde noviembre de 1946 a diciembre de 1950 fue Jefe de Estado Mayor de la 5ª División Mecanizada de la Guardia en este distrito. Desde marzo de 1951 - comandante del 234 ° regimiento de tanques autopropulsados de la 360 ° división de fusileros . Desde octubre de 1953 - comandante del 187º regimiento independiente de tanques pesados. Desde enero de 1955 a enero de 1956 sirvió como Jefe de Estado Mayor de la 15 División Panzer .
En 1956 se graduó en los Estudios Superiores de Música de la Universidad M.V. Academia Militar Frunze y desde octubre de 1956 a octubre de 1959 comandó la 23 División de Tanques de Budapest . Desde abril de 1960, el mayor general de tropas de tanques V. F. Kulabukhov se encuentra retirado.
Vivió en Kiev. Estuvo involucrado en obras públicas y fue autor de varias publicaciones. Murió el 9 de junio de 1975, siendo enterrado en Kiev en el cementerio de Baikove.

## Premios
- Héroe de la Unión Soviética (21 de marzo de 1940).
- Orden de Lenin (21 de marzo de 1940)
- Dos órdenes de la Bandera Roja (1937, 1956).
- Orden de la Guerra Patria, 2º grado (13 de septiembre de 1945);
- Dos órdenes de la Estrella Roja (1937, 1950).
- Medalla "Al Mérito Militar" (6 de mayo de 1946).
- Medalla "Por la Defensa de Moscú" (1944).
- Medalla "Por la Victoria sobre Alemania en la Gran Guerra Patria de 1941-1945" (1945);

## Memoria
Una calle en el raión Sovietsky de Makíyivka lleva el nombre de Valentín Kulabujov.